# 圣若泽-杜斯夸特鲁马尔库斯
圣若泽-杜斯夸特鲁马尔库斯是巴西马托格罗索州的一个市镇。总面积1280.846平方公里，总人口18934人，人口密度14.8人/平方公里。